# Gavilea
Gavilea – rodzaj roślin z rodziny storczykowatych (Orchidaceae). Obejmuje 17 gatunków występujących w Ameryce Południowej w takich krajach i regionach jak: Argentyna, Chile, Falklandy, Juan Fernández.

## Systematyka
Rodzaj sklasyfikowany do plemienia Chloraeeae, podrodzina storczykowe (Orchidoideae), rodzina storczykowate (Orchidaceae), rząd szparagowce (Asparagales) w obrębie roślin jednoliściennych.
Wykaz gatunków
- Gavilea araucana (Phil.) M.N.Correa
- Gavilea australis (Skottsb.) M.N.Correa
- Gavilea cardioglossa (Reiche) Martic.
- Gavilea chica (Speg. & Kraenzl.) Chemisquy
- Gavilea gladysiae Chemisquy
- Gavilea glandulifera (Poepp. & Endl.) M.N.Correa
- Gavilea insularis M.N.Correa
- Gavilea kingii (Hook.f.) M.N.Correa
- Gavilea litoralis (Phil.) M.N.Correa
- Gavilea longibracteata (Lindl.) Sparre ex L.E.Navas
- Gavilea lutea (Comm. ex Pers.) M.N.Correa
- Gavilea odoratissima Poepp.
- Gavilea platyantha (Rchb.f.) Ormerod
- Gavilea supralabellata M.N.Correa
- Gavilea trullata Ormerod
- Gavilea venosa (Lam.) Garay & Ormerod
- Gavilea wittei (Hicken) Ormerod